# Довгялло, Игорь Валерьевич
Игорь Валерьевич Довгялло (бел. Ігар Валер'евіч Даўгяла; род. 17 июля 1985, Витебск) — белорусский футболист, вратарь клуба «Полоцк-2019». Футбольный тренер.

## Клубная карьера
Играл за витебский «Локомотив», «Полоцк» и «Сморгонь». Играя за «Полоцк», однажды вышел на поле в качестве нападающего и забил гол.
В марте 2012 года подписал контракт с новополоцким «Нафтаном». В середине 2012 года вытеснил Николая Романюка и занял место основного вратаря, которое сохранил и в сезоне 2013. В сезоне 2014, после прихода в клуб Егора Хаткевича, остался основным вратарём новополочан. В июне 2014 года получил травму, через месяц вернулся на поле.
Сезон 2015 в качестве основного вратаря «Нафтана» начал Хаткевич. Вскоре Довгялло вернулся на поле, но 23 мая в матче с мозырьской «Славией» (1:1) получил травму, из-за которой выбыл на долгое время, восстановившись лишь под конец сезона. В сезоне 2016 после ухода Хаткевича из команды вернул место основного вратаря новополочан.
В феврале 2017 года стало известно, что Довгялло покинет «Нафтан», и вскоре Игорь пополнил состав могилевского «Днепра». В составе могилевчан стал основным вратарём, и в январе 2018 года продлил соглашение с командой.
В июле 2018 года, разорвав соглашение с могилевском клубом, перешёл в «Городею», где также закрепился в стартовом составе. В ноябре 2018 года продлил контракт с «Городеей» на сезон 2019. В 2019—2020 годах оставался основным вратарём команды, только в конце 2020 года уступил место Сергею Чернику.
В январе 2021 года стал игроком новополоцкого «Нафтана». Вместе с клубом в 2022 году стал чемпионом Первой лиги. В феврале 2023 года футболист стал исполнять обязанности играющего тренера в новополоцком клубе. В ноябре 2023 года было объявлено, что футболист проведёт свой последний матч в профессиональной карьере в 28 туре чемпионата. Официально завершил профессиональную карьеру футболиста 12 ноября 2023 года, выйдя на поле в матче против борисовского БАТЭ в стартовом составе и затем на 25 секунде был заменён.
В январе 2024 года футболист продолжил карьеру футболиста, присоединившись к клубу «Полоцк-2019» из Второй лиги.

## Статистика
| Сезон    | Дивизион | Клуб                   | Страна                    | Матчи | Голы  |
| -------- | -------- | ---------------------- | ------------------------- | ----- | ----- |
| 2004     | дубль    | Локомотив (Витебск)    | Флаг Беларуси (1995—2012) | 28    | −26   |
| 2005     | Д2       | Локомотив (Витебск)    | Флаг Беларуси (1995—2012) | 3     | −2    |
| 2006     | дубль    | Локомотив (Витебск)    | Флаг Беларуси (1995—2012) | 11    | −11   |
| 2007 (1) | Д2       | Полоцк                 | Флаг Беларуси (1995—2012) | 11    | −15/1 |
| 2007 (2) | Д3       | Мясокомбинат (Витебск) | Флаг Беларуси (1995—2012) | 13    | −3    |
| 2008 (1) | Д3       | Мясокомбинат (Витебск) | Флаг Беларуси (1995—2012) | 14    | −9    |
| 2008 (2) | дубль    | Сморгонь               | Флаг Беларуси (1995—2012) | 14    | −30   |
| 2009     | Д1       | Сморгонь               | Флаг Беларуси (1995—2012) | 7     | −11   |
| 2010     | Д2       | Полоцк                 | Флаг Беларуси (1995—2012) | 17    | −14   |
| 2011     | Д2       | Полоцк                 | Флаг Беларуси (1995—2012) | 25    | −29   |
| 2012     | Д1       | Нафтан                 | Флаг Беларуси             | 15    | −15   |
| 2013     | Д1       | Нафтан                 | Флаг Беларуси             | 25    | −30   |
| 2014     | Д1       | Нафтан                 | Флаг Беларуси             | 24    | −32   |
| 2015     | Д1       | Нафтан                 | Флаг Беларуси             | 3     | −4    |
| 2016     | Д1       | Нафтан                 | Флаг Беларуси             | 28    | −39   |
| 2017     | Д1       | Днепр (Могилёв)        | Флаг Беларуси             | 21    | −35   |
| 2018 (1) | Д1       | Днепр (Могилёв)        | Флаг Беларуси             | 6     | −10   |
| 2018 (2) | Д1       | Городея                | Флаг Беларуси             | 12    | −10   |
| 2019     | Д1       | Городея                | Флаг Беларуси             | 26    | −24   |
| 2020     | Д1       | Городея                | Флаг Беларуси             | 23    | −36   |
| 2021     | Д2       | Нафтан                 | Флаг Беларуси             | 32    | −42   |
| 2022     | Д2       | Нафтан                 | Флаг Беларуси             | 22    | −17   |
| 2023     | Д1       | Нафтан                 | Флаг Беларуси             | 1     | 0     |

## Достижения
- Обладатель Кубка Белоруссии: 2011/12
- Победитель Первой Лиги: 2022